# Gérson (futebolista)
Gérson de Oliveira Nunes (Niterói, 11 de janeiro de 1941) é um ex-futebolista brasileiro que atuava como meio-campista.

## Carreira
Nasceu em Niterói e o início do gosto pela bola foi nas peladas da praia de Icaraí. Posteriormente, foi convidado a trocar a areia pelo gramado do campo de futebol.
Aos 16 anos, em 1957, começou a jogar no Canto do Rio, time de Niterói que disputa o Campeonato Carioca. Já menino, se destacava pela qualidade que viria ser a sua maior virtude no futebol: a precisão cirúrgica dos seus lançamentos. Convidado por Modesto Bría, um paraguaio que foi tricampeão pelo Flamengo e depois virou técnico, foi treinar na Gávea, em 1958, e imediatamente ganhou uma vaga no ataque do juvenil.
Em 1959, já fazia parte do elenco de profissionais, exatamente quando conquistou seu primeiro título na carreira. No rubro-negro, o "Canhotinha" permaneceu até 1963, quando novamente foi campeão carioca.
No Botafogo, ganhou a definitiva projeção e o título de bicampeão carioca em 1967 e 1968, além do Campeonato Brasileiro, conquistado também em 1968.
Pelo Glorioso, atuou ao lado de grandes jogadores como Garrincha, Jairzinho, Roberto Miranda, Paulo Cézar Caju e o goleiro Manga.
Em 17 de julho de 1969, foi negociado com o São Paulo assinando um contrato de dois anos. Com quase 30 anos de idade, ajudou o tricolor na conquista do bi-campeonato paulista em 1970 e 1971.
O "Canhotinha de Ouro" deu ao tricolor a estabilidade tão necessária para conseguir superar a ausência de títulos que já durava treze longos anos. Pelo tricolor, travou duelos inesquecíveis enfrentando os companheiros de seleção Rivellino e Pelé.
Foi símbolo de uma época de renascimento pelos lados do Morumbi, que manteve a tradição tricolor de buscar e acreditar em jogadores veteranos, assim como já tinha acontecido com Sastre e Zizinho.
Em 1972, voltou ao Rio de Janeiro e realizou o sonho de jogar pelo Fluminense, seu time de coração. No tricolor das laranjeiras foi campeão carioca de 1973 encerrando a carreira, em 1974.
Quando jogava, tinha o apelido de "Papagaio" entre seus companheiros atletas, pois sempre gostou de falar muito.
Em 11 janeiro de 2018, o site da Confederação Brasileira de Futebol (CBF) publicou um artigo parabenizando Gérson pelos 77 anos de idade e agradeceu por sua contribuição na história do futebol nacional e da Seleção Brasileira.

### Seleção Brasileira

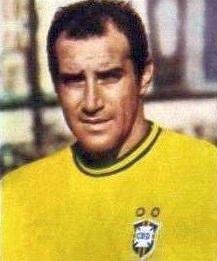
Em 1970, em imagem da Panini.

Durante o período que atuou pela Seleção Brasileira, disputou 87 jogos (17 não oficiais) e marcou 19 gols (cinco não oficiais) e foi campeão na Copa do Mundo de 1970.

### Estilo de Jogo
Embora jogasse como meio-campista, o jornalista inglês Jonathan Wilson observou em um artigo, de 2013, para o The Guardian que ele foi um exemplo precoce de um intérprete mais criativo desse papel, que se concentrou mais na retenção e passe de bola, em vez de apenas tentar recuperar a posse de bola. Um jogador de meio-campo taticamente inteligente, eficiente e tecnicamente talentoso, foi considerado o "cérebro" por trás da Seleção Brasileira que venceu a Copa do Mundo de 1970. Ele era conhecido por sua capacidade de reter a posse e ditar o ritmo do jogo de sua equipe no meio-campo com seu passe preciso, e também era capaz de mudar da defesa para o ataque, jogando bolas longas repentinas e precisas para atender às jogadas de seus companheiros; ele é considerado um dos melhores jogadores da história do esporte e um dos maiores jogadores de todos os tempos no Brasil. Ele também possuía um excelente senso de posição e um chute poderoso com o pé esquerdo, que lhe valeu o apelido de "Canhotinha de Ouro". Na Copa de 1970, foi considerado o segundo melhor jogador pela FIFA, tendo disputado apenas três partidas (estreia contra a Tchecoslováquia, semifinal contra o Uruguai, e a final contra a Itália).

### Estatísticas
| Clube                         | Jogos | Gols | Média (G/J) | Fonte                                                      |
| ----------------------------- | ----- | ---- | ----------- | ---------------------------------------------------------- |
| Flamengo                      | 147   | 83   | 0,56        | "Almanaque do Flamengo", de Roberto Assaf e Clóvis Martins |
| Botafogo                      | 248   | 96   | 0,39        |                                                            |
| São Paulo                     | 75    | 11   | 0,15        | "Almanaque do São Paulo", de Alexandre da Costa            |
| Fluminense                    | 57    | 5    | 0,09        |                                                            |
| Seleção Brasileira Restritiva | 11    | 9    | 0,82        | [ 1 ]                                                      |
| Seleção Brasileira            | 85    | 19   | 0,22        | [ 1 ]                                                      |
| TOTAL                         | 623   | 223  | 0,36        |                                                            |

## Comentarista esportivo
Depois de encerrar a carreira, tornou-se comentarista de futebol da Rádio Globo, foi comentarista da Band ao lado, entre outros, do narrador Januário de Oliveira nos anos 90. Também participou do programa "Mesa Redonda Rio" da Rede CNT, e do programa "Os Donos da Bola" na Band Rio. Em 2012, deixou a Rádio Globo e foi para a Bradesco Esportes FM ao lado dos amigos Gilson Ricardo e José Carlos Araújo (Garotinho). No fim de 2013, se transferiu para a Transamérica ao lado dos amigos Gilson e José Carlos. Em agosto de 2014, deixou a Band e se transferiu para o SBT Rio ao lado de Garotinho, Gilson e Dé, o Aranha. Torcedor do Fluminense, nunca escondeu seu amor pelo clube em seus comentários, temperados com bom humor e um constante sorriso. Coordena uma escola de futebol, participando de diversos projetos esportivos em Niterói, sua cidade natal, onde morou quase toda a sua vida. Em 2015, passou a integrar a equipe de esportes da Super Rádio Tupi ao lado de Garotinho e Gilson.

## Vida pessoal
Gerson nasceu em Niterói e é casado com Maria Helena, tendo duas filhas. Uma delas morreu em um trágico acidente de trânsito com apenas 24 anos de idade. Gerson tem também dois netos.

## Controvérsias

### Lei de Gérson
Também ficou famoso nos anos 70 por protagonizar uma campanha publicitária do cigarro Vila Rica, na qual dizia "Gosto de levar vantagem em tudo, certo? Leve vantagem você também...". Essa frase presumidamente resumiria a suposta malandragem brasileira e acabou caindo na cultura midiática como o símbolo do "jeitinho" desonesto de ser e da corrupção, ficando conhecida como "Lei de Gérson". Após a associação maliciosa e indevida, ele se lamentou publicamente, em diversas ocasiões, de ter seu nome ligado a esses defeitos associados pela cultura midiática ao povo brasileiro.
| “                                            | Aquilo ali foi o seguinte. Eu fiz uma propaganda. Fui um artista ali, como tantos outros que estavam ali. Foi um filme. Como eu fumava... nós pegamos 5 a 10% do mercado daquela época. E a ideia foi essa, a de levar vantagem em tudo porque esse cigarro era mais barato que os outros. Todo cigarro é igual, não é? Mas esse aqui é melhor porque é mais barato. Eu tô fazendo propaganda para quem fuma, não é pra quem não fuma, naturalmente. Aí eles pegaram essa vantagem como se fosse pernada nos outros, passar os outros para trás. Quer dizer: idiota tem em tudo que é lugar. Pegaram isso e me carimbaram com isso aí. A minha vida foi num campo de futebol com 180 mil. Mas uns idiotas colocaram isso, que se você está numa fila e o cara entrou aqui "oh, levou vantagem. É a lei do Gerson". Lei do cacete, porra. Não tenho nada com isso aí. Não gosto dessa política safada que eles fazem aí. Mas tô bancando tudo isso porque sai do meu bolso também. Do nosso. Então quem é que está levando vantagem? Eu passo por cima, está tudo certo. Quem me conhece sabe quem eu sou e acabou. O resto não importa mais. Já importou, hoje não. | ” |
| — Gerson, em entrevista ao GloboEsporte.com, | |   |

### Lista dos 125 Melhores Futebolistas do Pelé
Gérson não gostou da lista elaborada por Pelé com os melhores futebolistas de todos os tempos vivos. Ele foi inflexível com a decisão e achou que ele e alguns de seus colegas de equipe mereciam um lugar na lista. Ele rasgou simbolicamente um pedaço de papel que continha a lista do Pelé em uma emissora local dizendo: "Eu respeito a opinião dele, mas não concordo. Além de Zidane, Platini e Fontaine, não estou nesta lista que tem 11 franceses? É uma piada ouvir isso."

### Confronto com o peruano De La Torre
Em um jogo pelas eliminatórias entre a Seleção Brasileira e a Seleção Peruana, em 1969, Gérson deu uma entrada violenta no meia peruano Orlando de la Torre, que fraturou a perna. Depois disso, De la Torre não conseguiu mais jogar.
Segundo Gerson, essa dividida foi um troco ao que o meia peruano tinha feito no jogo de ida. "Com o De La Torre, a bronca foi lá no Peru. Tudo começou lá. Ele me deu uma pancada sem bola e eu não consegui deixar lá. E aí, quando tive a oportunidade, foi aqui no Maracanã. E ele deu azar. Pronto, acabou. Azar foi dele dessa vez. Foi pior que o meu azar. Ele era violento. E eu também tive que entrar."

## Títulos
Flamengo
- Torneio Rio-São Paulo: 1961
- Campeonato Carioca: 1963
- Torneio Início do Campeonato Carioca: 1959

Botafogo
- Campeonato Brasileiro: 1968
- Torneio Rio-São Paulo: 1964, 1966
- Campeonato Carioca: 1967, 1968
- Taça Guanabara: 1967, 1968
- Torneio Início do Campeonato Carioca: 1967

São Paulo
- Campeonato Paulista: 1970, 1971[22]

Fluminense
- Campeonato Carioca: 1973

Seleção Brasileira
- Copa do Mundo FIFA: 1970
- Copa Rio Branco: 1968
- Superclássico das Américas: 1963, 1971
- Taça Bernardo O’Higgins: 1961
- Taça Independência: 1972
- Taça Oswaldo Cruz: 1961

### Outras conquistas
Flamengo
- Torneio Internacional da Tunísia: 1962
- Torneio Octogonal Sul-Americano: 1961

Botafogo
- Torneio Quadrangular do Suriname: 1964
- Copa Carranza de Buenos Aires: 1966
- Taça Círculo de Periódicos Esportivos: 1966
- Torneio Hexagonal do México: 1968
- Troféu Triangular de Caracas: 1967 , 1968

Fluminense
- Torneio Internacional de Verão do Rio de Janeiro: 1973

### Conquistas individuais
- 2º Melhor Jogador (FIFA World Cup Silver Ball) da Copa do Mundo de 1970[23]
- Incluído no Time das Estrelas da Copa do Mundo de 1970
- Incluído na lista "The 100 Greatest Footballers of All Time" da revista World Soccer[carece de fontes?]
- Induzido no Hall da Fama do Futebol Brasileiro. Brazilian Football Museum Hall of Fame
- Seleção de Todos os Tempos do Brasil pela IFFHS (Time C)[24]
- Time do século do Botafogo: 2004[25]
- 20° Maior artilheiro do Botafogo: 96 gols
- Time dos sonhos do Botafogo (Placar): 1982, 1994 e 2006[26]
- 6° Maior ídolo da História do Botafogo (O Globo): 2020[27]